# Cantó de Serrières

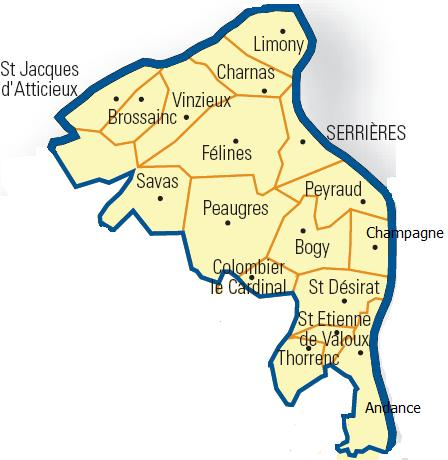
Comunes del cantó

El cantó de Serrières és una antiga divisió administrativa francesa del departament de l'Ardecha. Comptava amb 17 municipis i el cap era Serrières. Va desaparèixer el 2015.

## Municipis
- Andance
- Bogy
- Brossainc
- Champagne
- Charnas
- Colombier-le-Cardinal
- Félines
- Limony
- Peaugres
- Peyraud
- Saint-Désirat
- Saint-Étienne-de-Valoux
- Saint-Jacques-d'Atticieux
- Savas
- Serrières
- Thorrenc
- Vinzieux

## Història
| Data d'elecció                           | Identitat     | Partit                       | Qualitat |
| ---------------------------------------- | ------------- | ---------------------------- | -------- |
| 1952-1970                                | M. Serve      | Divers droite                |          |
| 1970-2001                                | Henri Torre   | UDR, després RI, després RPR |          |
| 2001-2015                                | Denis Duchamp | Divers gauche                |          |
| les dades anteriors no són pas conegudes |               |                              |          |
|                                          |               |                              |          |

| 1962  | 1968  | 1975  | 1982  | 1990  | 1999  | 2007   |
| ----- | ----- | ----- | ----- | ----- | ----- | ------ |
| 6.783 | 7.050 | 7.115 | 7.773 | 8.845 | 9.783 | 11.607 |